# Le Mirage
Le Mirage es una película de comedia dramática canadiense de 2015 de Quebec. Escrita por Louis Morissette y dirigida por Ricardo Trogi, la película marcó la primera vez que Trogi dirigió un guion que no había escrito él mismo.
La película está protagonizada por Morissette como Patrick Lupien, propietario de una tienda de artículos deportivos que se siente insatisfecho con el consumismo vacío de su vida cotidiana y la pérdida de intimidad emocional y sexual en su relación con Isabelle (Julie Perreault).
Los críticos compararon los temas y la trama de la película con Le déclin de l’empire américain y American Beauty.
La película fue la segunda película de Quebec más taquillera de 2015, después de Snowtime!

## Argumento
Patrick, gerente de una tienda de artículos deportivos, está en su oficina viendo una película pornográfica, que presenta a dos mujeres rollizas y un chico de la piscina. Patrick hace un recorrido por la tienda e informa a varios empleados que no envíen mensajes de texto mientras deberían estar trabajando. De camino a casa, mira a una guapa rubia que conduce un descapotable y choca contra la parte trasera de otro coche causando daños menores. En casa, se queja de los gastos de su esposa y del costo de algunos trabajos necesarios en su hermosa casa suburbana. Su esposa Isabelle (Isa) menciona que ha estado de baja por estrés. Esa noche, intentan tener relaciones sexuales, pero Isa se queja de que sus antidepresivos suprimen su impulso sexual.
En el partido de fútbol de su hijo, charla con Michel, otro padre. Michel y su esposa, Roxanne, vienen a cenar. Patrick e Isa se jactan humildemente de cuánto les ha costado su nueva cocina. Después de la cena, en el jacuzzi, la esposa del vecino muestra su operación de senos de $ 6,000, quitándose la parte superior para que Isa pueda ver cuán pequeñas son las cicatrices y sentir cuán realistas son. Más tarde, Patrick está viendo la misma película porno, pero uno de los personajes ahora es interpretado por el vecino. Patrick mismo es el chico de la piscina.
De vuelta en el trabajo, un proveedor dice que no puede entregar la mercancía de la próxima temporada hasta que se pague la factura anterior. Después del trabajo, las dos parejas salen a cenar. Cuando se rechaza la tarjeta de crédito principal de Patrick, paga la cuenta con dos tarjetas de crédito y algo de efectivo. De camino a casa, la otra pareja sugiere que se dejen caer en un club de swingers. La otra pareja ha estado dos o tres veces anteriormente y ha fantaseado con tener sexo con Patrick e Isa. Isa se siente incómoda, pero aún disfruta de un beso con la otra esposa.
Al día siguiente en el trabajo, el propietario del centro comercial le informa a Patrick que aumentará el alquiler. Patrick trató de obtener un préstamo para hacer algunas mejoras en la tienda, pero el banco lo rechazó porque ya estaba sobrecargado.
Patrick organiza un partido de tenis con Roxanne. Él disfruta viendo sus tetas mientras ella voltea. Ella sugiere que le muestre a Patrick un bonito chalet de esquí del que es agente de ventas. Aunque Patrick sabe que no pueden permitírselo, dice que puede aceptarlo más tarde.
Isa le pregunta a Patrick si debería hacerse una operación de senos y le recuerda que debe pagar el costo de $ 4,500 de la escuela de su hijo. Patrick sabe que tampoco pueden permitírselo. Isa está molesta porque Patrick no quiere que se vea mejor.
Patrick sugiere que él y Roxanne viajen a una competencia de tenis de dobles mixtos. Roxanne está ocupada con algunas jornadas de puertas abiertas y declina. En cambio, Patrick le pregunta a una compañera de trabajo si le gustaría viajar a una reunión de ventas. Ella está emocionada y está de acuerdo. Cuando llegan, descubren que la habitación de hotel que planeaban compartir solo tiene una cama en lugar de dos. Tampoco están demasiado molestos. En la reunión de ventas, Patrick descubre que la empresa matriz va a recuperar su franquicia. La vendedora disfruta de la noche y regresan a la habitación listas para el sexo. Patrick es demasiado agresivo y la niña se enfada.
Patrick hace arreglos para ver el chalet con Roxanne, pero se le acerca mientras lo revisan. Ella le dice sin rodeos que no, pero él todavía lo intenta. Ella lo echa y llama a su esposo, quien va a ver a Isa. Patrick llega a casa y espera a que Michel se vaya. Isa está muy molesta y lo echa de la casa. Se dirige a su pequeño remolque y piensa en volver a conectarse con su familia y amigos mientras trota. Se imagina regresar a casa con sus amados hijos, pero se da cuenta de que Isa habrá llamado a su madre y no lo dejarán regresar. Vuelve a su carrera a medida que avanzan los créditos.